# فیگوئرو
فیگوئرو (به پرتغالی: Figueirão) یک منطقهٔ مسکونی در برزیل است که در ماتوگروسو جنوبی واقع شده‌است. فیگوئرو ۳٬۰۵۹ نفر جمعیت دارد و ۳۹۶ متر بالاتر از سطح دریا واقع شده‌است.